# Asian Tri-Nations Rugby
L'Asian Tri-Nations Rugby est une compétition de rugby à XV organisée par l'Asian Rugby Football Union qui se dispute entre les équipes de Singapour, de Hong Kong et du Taipei chinois.

## Histoire
La compétition est créée en 1999 par les fédérations de Singapour, Hong Kong et du Taipei chinois. Après quatorze ans d'absence, le tournoi est remis au goût du jour et une nouvelle édition se déroule en 2013, organisée à domicile par la fédération singapourienne,.

## Règlement
En 1999, les trois équipes s'affrontent sur un format aller-retour.
Pour l'édition de 2013, les équipes s'affrontent chacune une seule fois, toutes les rencontres étant organisées à Singapour. L'équipe réserve de Hong Kong remporte le tournoi grâce à ses deux victoires sur Singapour et le Taipei chinois.

## Équipes participantes
- Hong Kong[Note 1]
- Singapour
- Taipei chinois

## Palmarès
| Saison | Vainqueur   | Score       | Finaliste      |
| ------ | ----------- | ----------- | -------------- |
| 1999   | Hong Kong   | Round-robin | Taipei chinois |
| 2013   | Hong Kong A | Round-robin | Singapour      |